# El Mercurio
El Mercurio är en chilensk dagstidning utgiven från 1900 i Santiago de Chile. Tidningen grundades av affärsmannen Agustin Edwards och är liberal